# امي توكيتو
امي توكيتو  (باليابانية : 時東 ぁみ تُنطق باليابانية : توكيتو امي، هي من مواليد الخامس و العشرون من سبتمبر لعام 1987 م) ولدت في العاصمة اليابانية طوكيو هي مغنية بوب يابانية وإلي جانب عملها كمغنية فهي عارضة بدأت امي مسيرتها الفنية عام 2005 وذلك في حدث Miss Young Jump السنوي وحققت جائزة تسونوكو التشريفية
.[بحاجة لمصدر]
بدأت في التمثيل في سن الطفولة باستخدام اسميها المسرحيين السابقين، ساتشي كوماتسو وهيكارو أساكورا.[بحاجة لمصدر]
و ظهرت لأول مرة باسم «اميمي» في عام 2007 تسونكو إنتاج الثلاثي الإناث «جيارورو»، جنبا إلى جنب مع أسامي آبي وناتسوكو «غال» سوني.
بدأت شهرة امي رسمياً في عام 2008 حيث شاركت في العديد من أفلام والمسلسلات الدرامية والأنميات
في أكتوبر2016 أفادت امي علي مدونتها أنه تزوج من مطرب فرقة Psycho le Cemu دايشي.
تظهر امي دائماً في كل فيديوهاتها بانها ترتدي نظارات وعلقت علي ذلك على الرغم من أنهي أصبحت شخصية بارزة كفتاة رائعة ، إلا أن بصري جيد و هذا ما أكدته نفسها في ملفه الشخصي على موقعها الرسمي على الإنترنت وفي ظهورها في البرامج التلفزيونية قالت أن بصرها يُقيم بأنه 1.5/6 لكلتا عينيها. والنظارات التي تستخدمها هي نظارات Date بدون عدسات وإطارات فقط. قالت، "إذا كان لديك نظارات، فلا تخجل". بالإضافة إلى ذلك، في البرنامج المنوعات " امي توك الذي يبث علي لتلفزيون اساهي، يطلق عليها آيدول النظارات

## الأغاني الفردية
- Sentimental Generation (せんちめんたる じぇねれ〜しょん؟) (Opening song for School Rumble – Second Term)
- Sora Kara: Cry for Help! (宇宙から〜Cry for Help!〜؟)
- I'm a lady: Jirettai Watashi (I'm a lady〜じれったい私〜؟)
- Aiyai Aiyai! (愛ヤイ 愛ヤイ!؟)
- Tawawa Natsu Bikini (Tawawa 夏ビキニ؟، Tokito Ami with The Possible)

## روابط خارجية
- الملف الشخصي الرسمي القديم باللغة اليابانية
- المدونة الرسمية باللغة اليابانية
- الملف الشخصي الرسمي باللغة اليابانية
  - 時東ぁみ (aMITOKITO) على تويتر.
  - مدونة امي توكيتو علي موقع جري باللغة اليابانية
  - الملف الشخصي (سان ميوزيك)